# Aaarg !
Pour l’article ayant un titre homophone, voir AAARGH.
Cet article possède un paronyme, voir Arg.
AAARG ! est un périodique de bande dessinée indépendante créé par Pierrick Starsky et paru entre novembre 2013 et mai 2017 sous différents formats. Pendant la période de publication de la revue, la maison d'édition AAARG ! Éditions publie également des albums de bande dessinées.
Après l'arrêt du périodique, la collection bd  « GlénAAARG ! » est créée par Pierrick Starsky et les éditions Glénat.

## Historique
Le premier numéro d'Aaarg ! parait en novembre 2013, dans un premier temps de manière bimestrielle, après une campagne de financement participatif achevée à plus de 270% du seuil minimum. Le rédacteur en chef, Pierrick Starsky, explique son désir de créer une nouvelle revue de bande dessinée par le manque d'offre convaincante dans le domaine : « On avait envie de faire un périodique mais on avait pas l'expérience. Depuis Métal hurlant et Pilote, qu'on piquait à nos darons, aucun périodique ne nous avait vraiment convaincu ».
Chaque numéro est composé principalement de bandes dessinées, mais contient également des nouvelles inédites, des entretiens et des chroniques. Le contenu en est généralement violent et cynique, sur des thématiques allant du polar à la science-fiction. Le magazine accueille notamment les auteurs B-gnet, Pixel Vengeur, Bouzard, Tanxxx, Joseph Safieddine ou encore Cha.
En janvier 2016, la revue devient AAARG! MENSUEL et passe sous un format magazine à parution mensuelle pendant 4 numéros sortis entre février et mai 2016.
Après des déboires financiers, le périodique revient en septembre 2016 sous le titre AAARG Magazine, édité par la Financière de loisirs de manière bimestrielle jusqu'en mai 2017 où, après quatre numéros, la rédaction annonce la disparition de la revue,.
Après la fin de parution du magazine, les éditions Glénat lancent la collection bd « GlénAAARG ! » en collaboration avec Pierrick Starsky, inaugurée par Moins qu'hier (plus que demain) et une réédition de Jean-Louis, tous deux de Fabcaro, ainsi que Mauvaises mines de Jonathan Munoz,.